# Цингий Север
Цингий Север (лат. Cingius Severus) — римский политический деятель второй половины II века.
В 183 году Север занимал должность куратора священных зданий, а до этого в невыясненный год был консулом-суффектом. Как рассказывает Тертуллиан в своем письме к Скапуле, Север во время своего проконсульства в Африке хорошо относился к христианам. После убийства императора Коммода он был убит по наущению Септимия Севера в 197 году.